# 木村雅浩
木村 雅浩（きむら まさひろ、1967年2月23日 - ）は、(株)ケイ・ライフ代表取締役であり、日本のプロスポーツ選手のアスレティックトレーナー（鍼灸師）。木村塾（スポーツトレーナー育成塾長）・NTT関西野球部・三菱重工広島野球部・NTT西日本野球部・近畿大学野球部・西日本工業大学野球部・徳山大学野球部・東北工業大学野球部・近畿大学工学部野球部・京都大学野球部・乙訓高校野球部・光泉高校野球部・比叡山高校野球部・県立岐阜商業高校野球部・両洋高校野球部・フィギュアスケートソチオリンピック出場の町田樹選手・元広島カープの嶋重宣選手・横山竜二選手・競輪の村上義弘選手・内林久徳選手の元トレーナーとして知られる。書籍の出版は【背骨を整えれば体は動く！ラクになる】